# Hilbert Schenck
(Hilbert Schenck, Mentre l’Atlantico muore)
Hilbert van Nydeck Schenck, Jr. generalmente noto come Hilbert Schenck (12 febbraio 1926 – 2 dicembre 2013) è stato uno scrittore e ingegnere statunitense.
Fu autore di numerosi racconti di fantascienza molti dei quali sono stati candidati al Premio Hugo e al Premio Nebula. 
Scrisse inoltre numerosi testi specialistici di ingegneria.
Insegnò alla University of Rhode Island.

## Opere

### Romanzi
- Wave Rider (1979)
- At the Eye of the Ocean (1980)
- A Rose for Armageddon (1982)
- Chronosequence (1988)
- Steam Bird (1988)

### Racconti
(parziale)
- Mentre l'Atlantico muore (Three Days at the End of the World, 1977); traduzione di G. Rosella Sanità e Beata Della Frattina, ne Il dilemma di Benedetto XVI, Urania 745, Arnoldo Mondadori Editore, 1978

## Candidature ai premi

### Premio Hugo
- 1980, miglior romanzo breve: The Battle of the Abaco Reefs
- 1984, miglior romanzo breve: Hurricane Claude
- 1984, miglior racconto breve: The Geometry of Narrative
- 1985, miglior racconto: Silicon Muse

### Premio Nebula
- 1980, miglior romanzo breve: The Battle of the Abaco Reefs
- 1984, miglior racconto breve: The Geometry of Narrative